# Plator qiului
Espèce
Plator qiului est une espèce d'araignées aranéomorphes de la famille des Trochanteriidae.

## Distribution
Cette espèce est endémique du Yunnan en Chine. Elle se rencontre dans les xians de Xinping et de Jianshui.

## Description
Le mâle holotype mesure 5,64 mm et la femelle paratype 9,36 mm

## Étymologie
Cette espèce est nommée en l'honneur de Lu Qiu.

## Publication originale
- Lin & Li, 2020 : Taxonomic studies on six species of the genus Plator (Araneae: Trochanteriidae) from China. Zoological Systematics, vol. 45, no 1, p. 24-39.